# Волфганг (Ортенбург)
Волфганг фон Ортенбург (на немски: Wolfgang von Ortenburg; † 29 юли 1519 в дворец Нов-Ортенбург) е граф на Ортенбург от 1490 до 1519 г.

## Биография
Той е единственият син на граф Георг II († 1489) и съпругата му Анастасия фон Фраунберг († 1502).
Волфганг поема иперското графство Ортенбург през 1490 г. след смъртта на чичо му Себастиан I († 1490). Официално той получава графството на 3 октомври 1491 г. от император Фридрих III.
По неговото време се състои Ландсхутската наследствена война от 1503 до 1505 г. между херцог Албрехт IV от херцогство Бавария-Мюнхен и пфалцграф Рупрехт фон Пфалц. Той е на страната на херцог Албрехт IV от Бавария-Мюнхен.
След смъртта на Георг Богатия през 1503 г. долнобаварците от херцогство Бавария-Ландсхут поставят временно регентство от 16 благородници, начело с граф Волфганг фон Ортенбург.
През войната Маркт Ортенбург и замък Стар-Ортенбург са изгорени през 1504 г. По-късно Волфганг ги поправя набързо.
През 1506 г. Волфганг е на държавното събрание в Мюнхен. Там той е начело на съвета на благородниците, които преговарят в конфликта между херцозите Вилхелм и Лудвиг от Бавария-Мюнхен, синовете на Албрехт IV, за издадения от баща им закон Примогенитур.
Волфганг пътува в служба на императора и империята. Той посещава не само имперските събрания, а помага военно на императора при походите и също при екзекуции.
Волфганг не е женен и умира бездетен. Погребан е в капелата Св. Сикстус в Пасау. Неговите собствености отиват на братовчедите му. Негов последник като имперски граф става братовчед му Улрих II, най-възрастният син на Себастиан I.